# Resident Evil (filme de 2002)
Resident Evil (bra: Resident Evil: O Hóspede Maldito; prt: Resident Evil) é um filme de ação e terror de 2002, escrito e dirigido por Paul W. S. Anderson. É estrelado por Milla Jovovich, Michelle Rodriguez, Eric Mabius, James Purefoy, Martin Crewes e Colin Salmon. É o primeiro título da franquia de filmes Resident Evil, que é vagamente baseado na série de jogos eletrônicos homônima. Tomando emprestados elementos dos jogos Resident Evil (1996) e Resident Evil 2 (1998), a trama segue a amnésica Alice e uma equipe da Umbrella Corporation enquanto tentam conter o surto do T-vírus em uma instalação subterrânea secreta.
O estúdio alemão Constantin Film comprou os direitos para adaptar a série em live-action, em janeiro de 1997. Vários roteiristas e cineastas, como Alan B. McElroy, George A. Romero e Jamie Blanks, foram inicialmente contratados para dirigir e escrever o filme, mas seus roteiros foram rejeitados. Em 2000, Anderson foi anunciado como diretor e roteirista. Desenvolvido como uma prequência ambientada na mesma continuidade da série de jogos, o filme foi inicialmente intitulado Resident Evil: Ground Zero, mas foi renomeado após os ataques de 11 de setembro. O elenco foi divulgado no início de 2001 e as filmagens começaram em março do mesmo ano, em Berlim.
Resident Evil foi inicialmente lançado nos cinemas alemães em 12 de março de 2002, pela Constantin Film Verleih, e no Reino Unido em 12 de julho de 2002, pela Pathé Distribution. O filme recebeu criticas mistas de críticos e fãs da série de jogos, com críticas especialmente direcionadas ao roteiro, atuações fracas, e falta de conexão com o jogo original. porém, suas sequências de ação foram elogiadas. apesar da recepção negativa, Resident Evil arrecadou US$ 103 milhões mundialmente, contra um orçamento de produção de US$ 33 milhões. Foi seguido por cinco sequências estabelecendo sua própria continuidade: Apocalypse (2004), Extinction (2007), Afterlife (2010), Retribution (2012) e The Final Chapter (2016).

## Premissa
Um terrível vírus é criminosamente solto nas dependências da Umbrella Corporation, a empresa mais poderosa do mundo, que secretamente desenvolve pesquisas biológicas. Infectados, seus funcionários são transformados em zumbis, e Alice é chamada para averiguar os acontecimentos.

## Enredo
Abaixo de Raccoon City, encontra-se a Hive (Colmeia), uma instalação de pesquisa genética pertencente à Umbrella Corporation. Um ladrão rouba o T-vírus, uma arma biológica criada geneticamente, e contamina a instalação. Em resposta, a inteligência artificial da Colmeia, conhecida como Red Queen (Rainha Vermelha), isola o local e elimina todos dentro da instalação para evitar que o vírus se espalhe para o mundo exterior.
Alice desperta no banheiro de uma mansão abandonada, sofrendo de amnésia. Um desconhecido a ataca, mas é interrompido quando um grupo de comandos, liderado por James Shade, invade o local. O atacante de Alice se apresenta como Matt Addison, um policial recém-transferido para o Departamento de Polícia de Raccoon City. Alice e Matt são ordenados a descer à Colmeia junto com o grupo, onde encontram Spence, outro amnésico, escondido em um trem. Os comandos explicam que todos no grupo, exceto Matt, são funcionários da Umbrella Corporation, e que Alice e seu parceiro Spence foram designados para proteger a entrada secreta da Colmeia, localizada abaixo da mansão, sob o disfarce de serem casados.
Um sistema de defesa a laser mata Shade e mais três comandos do lado de fora da câmara da Rainha Vermelha. Apesar dos pedidos da Rainha Vermelha para que o grupo vá embora, Kaplan a desativa, causando uma falha de energia e abrindo todas as portas da Colmeia. Isso libera os funcionários zumbificados e as unidades de contenção que mantinham os Lickers, criaturas criadas por experimentos com o T-vírus. A horda ataca o grupo, resultando na morte de J.D., enquanto os demais se separam. Alice começa a recuperar suas memórias, enquanto Matt encontra sua irmã Lisa transformada em zumbi. Alice o salva, e Matt explica que ele e Lisa eram ativistas ambientais. Lisa havia se infiltrado na Umbrella para contrabandear provas de experimentos ilegais e expor a empresa. Alice se lembra de que era o contato de Lisa na Colmeia, mas decide não contar isso a Matt. Os sobreviventes se reencontram na câmara da Rainha Vermelha, onde os comandos explicam que têm apenas uma hora antes que a Colmeia se lacre automaticamente. Alice e Kaplan reativam a Rainha Vermelha para encontrar uma saída e instalam um sistema de desligamento remoto para forçá-la a cooperar.
Enquanto escapam pelos túneis de manutenção, o grupo é emboscado por zumbis, e J.D., já reanimado, morde Rain antes que ela o mate a tiros. Eles conseguem alcançar um local seguro, exceto Kaplan, que é mordido e acaba se separando do grupo. Alice se lembra de que há um anti-vírus no laboratório, mas ao chegar lá, descobrem que ele está desaparecido. As memórias de Spence retornam, revelando que ele foi o ladrão que roubou e deliberadamente liberou o T-vírus no início. Ele havia escondido tanto o T-vírus quanto o anti-vírus no trem. Spence se volta contra os outros, mas é mordido por um zumbi antes de trancar os sobreviventes no laboratório. Ele recupera o anti-vírus, mas é morto por um Licker. A Rainha Vermelha oferece poupar Alice e Matt se eles matarem Rain, que está infectada. No entanto, uma queda de energia ocorre, e Kaplan reaparece, tendo desativado a Rainha Vermelha para abrir as portas do laboratório. O grupo segue para o trem, onde Alice recupera o anti-vírus e mata Spence, agora reanimado.
No trem, eles injetam o anti-vírus em Rain e Kaplan. No entanto, o Licker os ataca, ferindo Matt com suas garras e matando Kaplan. Alice consegue subjugar o Licker, mas Rain, agora transformada em zumbi, ataca Matt, já que o anti-vírus não conseguiu curá-la. Ele é forçado a atirar em Rain, matando-a definitivamente.
Na mansão, o ferimento de Matt começa a sofrer mutações. Antes que Alice possa lhe aplicar o anti-vírus, um grupo de cientistas da Umbrella os captura. Eles revelam que Matt será colocado no Programa Nemesis e que a Colmeia será reaberta para uma investigação sobre o incidente.
Algum tempo depois, Alice acorda no Hospital de Raccoon City presa a uma mesa de exames. Ela consegue escapar e, ao sair, descobre que Raccoon City está em ruínas. Para se defender, ela pega uma espingarda de um carro de polícia abandonado.

## Elenco
- Milla Jovovich como Alice Abernathy
- Michelle Rodriguez como Rain Ocampo
- Eric Mabius como Matthew "Matt" Addison
- James Purefoy como Spence Parks
- Martin Crewes como Chad Kaplan
- Colin Salmon como James "One" Shade
- Ryan McCluskey como Sr. Grey
- Oscar Pearce como Sr. Green
- Indra Ové como Sra. Black
- Anna Bolt como Dra. Green
- Joseph May como Dr. Blue
- Robert Tannion como Dr. Brown
- Heike Makatsch como Dra. Lisa Addison Broward
- Stephen Billington como Sr. White
- Fiona Glascott como Sra. Gold
- Pasquale Aleardi como J.D. Salinas
- Liz May Brice como Olga Danilova, a doutora
- Michaela Dicker como Red Queen (Rainha Vermelha)
- Jason Isaacs como Médico sem nome / Narrador / William Birkin
- Torsten Jerabek como Vance Drew (Comando 1)
- Marc Logan-Black como Alfonso Warner (Comando 2)
- Thomas Kretschmann como Major Timothy Cain

## Produção

### Desenvolvimento
A produtora alemã Constantin Film adquiriu os direitos para o filme live-action de Resident Evil em janeiro de 1997 e contratou o roteirista Alan B. McElroy para escrever o roteiro. Na época, McElroy também estava escrevendo umaadaptação cinematográfica de outro jogo, Doom, que acabou não sendo utilizada. A edição de maio de 1998 da PlayStation Magazine publicou um artigo sobre o roteiro de McElroy para Resident Evil. Descrito como cheio de ação, terror e muito violento, o roteiro era semelhante ao jogo original. Algumas mudanças foram feitas: por exemplo, não havia menção à Umbrella Corporation ou a STARS. Em vez disso, a trama seguia uma equipe de forças especiais enviada pelo governo para resgatar cientistas em um laboratório na mansão, após uma equipe da SWAT enviada anteriormente ter sido exterminada. Durante a missão, os personagens descobriam que tudo era uma armadilha e que eles eram cobaias de um experimento médico. O roteiro incluía todos os personagens principais e monstros principais do jogo. No entanto, o roteiro de McElroy foi rejeitado.
Em 1998, George A. Romero dirigiu um comercial de televisão para o jogo Resident Evil 2. Shinji Mikami, diretor do jogo original e fã de Romero, foi influenciado por seus filmes. O comercial foi exibido apenas no Japão, mas impressionou tanto a Sony que eles convidaram Romero para escrever e dirigir Resident Evil. Para se preparar, Romero afirmou que pediu que sua secretária jogasse o jogo inteiro e gravasse uma gameplay como material de estudo. O roteiro de Romero foi baseado no primeiro Resident Evil e incluía personagens dos jogos. Chris Redfield e Jill Valentine eram os personagens principais, envolvidos em um relacionamento romântico. Barry Burton, Rebecca Chambers, Ada Wong e Albert Wesker também apareceriam na história. O final do filme seria semelhante ao desfecho do jogo original. Romero chegou a contratar o artista Bernie Wrightson para criar artes conceituais de criaturas, incluindo várias versões do Tyrant, inspiradas tanto no design do jogo quanto na descrição do roteiro. Em entrevista à revista Fangoria em 2002, Romero revelou que escreveu cinco ou seis rascunhos diferentes do roteiro, mas todas foram rejeitadas. Robert Kulzer, chefe de produção, comentou que, apesar de considerar o roteiro de Romero bom, o filme teria recebido uma classificação NC-17 (proibido para menores de 17 anos) se fosse aprovado. Ele também mencionou que, embora o roteiro de McElroy tivesse sido bem recebido, acabou rejeitado porque, na época em que ficou pronto, o segundo jogo já havia sido lançado, e eles temiam que um filme baseado no primeiro jogo parecesse ultrapassado. Segundo Romero, algumas pessoas da Capcom e da Constantin Film apoiaram seu roteiro, mas Bernd Eichinger, chefe da Constantin, rejeitou a proposta. Em 2019, a University of Pittsburgh's Library System adquiriu a "Coleção de Arquivos de George A. Romero", que inclui materiais envolvendo seu trabalho em Resident Evil. Entre eles estão várias versões do roteiro de Romero e um rascunho do roteiro de McElroy, datado de 29 de maio de 1997. Esses materiais estão disponíveis para consulta na universidade. Um documentário baseado nessa adaptação, intitulado George A. Romero's Resident Evil, foi lançado digitalmente em 7 de janeiro de 2025.
Em 2000, o diretor Jamie Blanks foi associado a uma nova adaptação, que supostamente incluiria mais elementos dos jogos Resident Evil 2 e Resident Evil 3: Nemesis.
Em 1995, o filme de baixo orçamento Mortal Kombat, dirigido por Paul W. S. Anderson, se tornou uma das primeiras adaptações de jogos eletrônicos comercialmente bem-sucedidas. Após jogar Resident Evil, Anderson percebeu seu potencial cinematográfico e escreveu um roteiro chamado Undead, que ele descreveu como "uma cópia" do jogo. Bernd Eichinger, chefe da Constantin Film, ficou entusiasmado, então Anderson desenvolveu o projeto para se tornar o roteiro de Resident Evil. No final de 2000, Anderson foi anunciado como diretor e roteirista, e Resident Evil voltou à fase de pré-produção. Anderson afirmou que o filme não teria conexões diretas com a série de jogos, já que "os tie-ins de filmes geralmente são mal-sucedidos, e Resident Evil, de todos os jogos, merecia uma boa representação no cinema".

### Seleção do elenco
No início de 2001, Michelle Rodriguez, James Purefoy e Milla Jovovich foram os primeiros membros do elenco a serem contratados para o projeto. David Boreanaz foi escalado para interpretar o papel de Matt Addison, o policial principal, mas recusou o papel para continuar seu trabalho na série Angel, da The WB. Boreanaz sugeriu que estava em negociações para um papel menor no filme, mas acabou desistindo da participação. O papel de Matt Addison foi então para Eric Mabius, que foi escalado em março de 2001, junto com Heike Makatsch, que foi escolhida para interpretar Lisa Addison, irmã de Matt e funcionária da instalação Colmeia, da Umbrella.

### Filmagens e história
No início de março de 2001, metade do filme seria filmada no Adlershof Studios em Berlim e em seus arredores. As filmagens começaram em 5 de março de 2001, em vários locais, incluindo a estação U-Bahnhof Bundestag do metrô de Berlim, Landsberger Allee, Kaserne Krampnitz e Schloss Lindstedt, que na época ainda estava em construção.
O filme foi originalmente subtitulado como Resident Evil: Ground Zero quando era considerado um prequência dos jogos, mas o subtítulo foi removido devido aos atentados de 11 de setembro. A sinopse do filme, em 16 de março de 2001, revelou que Alice, interpretada por Jovovich, e Rain, interpretada por Rodriguez, eram as líderes de uma equipe de comando enviada para impedir que um surto viral se espalhasse para o resto do mundo. A personagem da Rainha Vermelha foi adicionada à história do filme como uma homenagem à obra Alice in Wonderland, de Lewis Carroll.
Durante a produção, dançarinos profissionais foram contratados para interpretar os zumbis, pois tinham um melhor controle dos movimentos corporais. Embora efeitos computacionais tenham sido usados em alguns zumbis, grande parte das aparições dos mortos-vivos foram feitas com maquiagem, enquanto seus movimentos seguiram uma abordagem mais laissez-faire, já que Anderson instruiu os atores a se moverem da forma que achassem que um zumbi se comportaria, dadas as suas condições. Durante as filmagens, houve uma escassez de mão de obra, já que os dançarinos disponíveis não eram suficientes para representar o número necessário de mortos-vivos, mas alguns executivos da Capcom e vários dos produtores do filme, incluindo Jeremy Bolt, concordaram em fazer aparições. O coordenador de dublês do filme também fez uma aparição como o treinador de cães, enquanto a namorada e a irmã de Bolt também apareceram como zumbis.

### Música
A trilha sonora e a partitura do filme foram compostas por Marco Beltrami e Marilyn Manson em meados de 2001. Manson descreveu a partitura e a trilha sonora como sendo mais "electronica" do que seu trabalho anterior.

## Lançamento

### Divulgação
Em março de 2001, foi lançado o site oficial do filme, que revelou a data de lançamento original para 26 de outubro de 2001 e redirecionava para a página da produtora Constantin Film. O site foi totalmente aberto em julho de 2001, incluindo imagens, informações sobre a trama, biografias dos personagens e materiais para baixar. Em janeiro de 2002, foi anunciado oficialmente que o filme teria classificação R (restrito), embora Anderson tenha decidido não torná-lo tão sangrento quanto os jogos. Inicialmente, o filme recebeu uma classificação NC-17, o que obrigou Anderson a fazer cortes; a versão sem cortes foi sugerida, mas nunca lançada.
Em dezembro de 2001, a Sony deu aos fãs a oportunidade de criar o pôster do filme, oferecendo como prêmio uma quantia em dinheiro não divulgada e uma exibição gratuita do filme. O design vencedor iria tornar-se o pôster oficial. Em 16 de fevereiro de 2002, Nick Des Barres, um aspirante a ator de 23 anos e ex-designer de uma revista de jogos eletrônicos, foi anunciado como o vencedor da competição. O trailer e clipes do filme foram lançados no final de janeiro e início de fevereiro de 2002. Resident Evil estreou em 15 de março de 2002 nos Estados Unidos.
Em 29 de junho de 2004, mais de dois anos após o lançamento do filme, uma romantização escrita por Keith R. A. DeCandido foi publicada.

### Distribuição
Em maio de 2001, foi anunciado que a Sony Pictures Releasing distribuiria o filme na América do Norte por meio de sua divisão Screen Gems. Executivos da Capcom sugeriram que o filme não seria lançado em 2001, mas sim em 2002, o que foi confirmado pela Sony em agosto de 2001. O lançamento do filme estava inicialmente previsto para 5 de abril de 2002, mas foi antecipado para 15 de março.
Em dezembro de 2001, foi anunciado que a Pathé e a FilmFour haviam adquirido os direitos de distribuição do filme nos cinemas britânicos como parte de uma parceria entre as duas empresas. Ambas compartilhariam os custos de aquisição e distribuição e dividiriam os lucros igualmente, enquanto a divisão de distribuição da Pathé no Reino Unido ficaria responsável pela distribuição.

### Mídia doméstica
Resident Evil: Special Edition foi lançado em VHS e DVD pela Columbia TriStar Home Entertainment em 30 de julho de 2002 nos Estados Unidos, em 14 de abril de 2003 pela 20th Century Fox Home Entertainment no Reino Unido, e em outubro de 2002 pela Buena Vista Home Entertainment na Austrália. Essa edição especial incluía uma série de documentários, com cinco featurettes, um deles detalhando os bastidores de Resident Evil, incluindo a composição da trilha sonora, a formação de figurinos e cenários, testes de maquiagem de zumbis, além do videoclipe de uma versão remixada de "My Plague", da banda Slipknot.
Uma Deluxe Edition foi lançada em 7 de setembro de 2004, incluindo novos conteúdos especiais, como um final alternativo com introdução em vídeo do diretor Anderson, uma compilação de clipes de Apocalypse, a featurette From Game to Screen, uma featurette sobre o processo de criação da história de Resident Evil e outras seis featurettes exclusivas: The Creature, The Elevator, The Train, The Laser, Zombie Dogs e Zombies.
A Screen Gems lançou Resident Evil: Resurrected Edition, um pacote de 2 discos contendo Resident Evil e Resident Evil: Apocalypse, em 4 de setembro de 2007.
Em 1º de janeiro de 2008, foi lançado um Blu-ray da trilogia Resident Evil. O filme também foi lançado em Ultra HD Blu-ray, junto com as cinco sequências, em 17 de novembro de 2020.

### Televisão
No Reino Unido, o filme foi assistido por 2,8 milhões de espectadores televisivos durante o primeiro semestre de 2005, tornando-se o oitavo filme mais assistido na televisão britânica nesse período.

## Recepção

### Bilheteria
O filme estreou em 2.528 cinemas e arrecadou US$ 17.707.106 em seu fim de semana de estreia (15 a 17 de março de 2002), ficando em segundo lugar nas bilheterias, atrás de Ice Age. O longa arrecadou US$ 40.119.709 nos Estados Unidos e US$ 103.787.401 mundialmente.
No site agregador de críticas Rotten Tomatoes, o filme possui uma aprovação de 36% com base em 132 críticas, com uma classificação média de 4,6/10. O consenso crítico do site diz: "Como outras adaptações de videogames, Resident Evil é barulhento, violento, estereotipado e brega." O Metacritic, que possui uma média aritmética, deu ao filme uma pontuação média de 35 de 100, baseada em 24 críticas, indicando "críticas geralmente desfavoráveis". O público pesquisado pelo CinemaScore deu ao filme uma nota média de "B" em uma escala de A+ a F.
Robert K. Elder, do Chicago Tribune, considerou que o filme "atualiza o gênero de zumbis com uma mensagem anti-corporativa, enquanto ainda consegue assustar o público e oferecer ação de tirar o fôlego". Owen Gleiberman, da Entertainment Weekly, observou que o filme é "tão impessoal em sua implacabilidade quanto a série de videogames que o inspirou".
Resident Evil e sua sequência apareceram na lista de filmes mais odiados de Roger Ebert, publicada em 2005. Em sua crítica, Ebert descreveu o filme como um longa de zumbis ambientado no século 21, onde "objetos metálicos grandes fazem barulho só de serem olhados", e criticou os diálogos por serem uma sucessão de comandos e explicações, sem espaço para "conversas casuais".
Em 2014, o cineasta James Cameron declarou que Resident Evil era seu maior "prazer culposo".

### Prêmios e indicações
| Ano  | Nomeação              | Categoria                       | Recipiente(s)     | Resultado | Ref.   |
| ---- | --------------------- | ------------------------------- | ----------------- | --------- | ------ |
| 2002 | Golden Schmoes Awards | Filme Mais Subestimado do Ano   | Resident Evil     | Indicado  | [ 65 ] |
| 2002 | Golden Schmoes Awards | Melhor Filme de Terror do Ano   | Resident Evil     | Indicado  | [ 65 ] |
| 2002 | Golden Schmoes Awards | Melhor T&A do Ano               | Milla Jovovich    | Indicado  | [ 65 ] |
| 2003 | 29º Saturn Awards     | Melhor Filme de Terror          | Resident Evil     | Indicado  | [ 66 ] |
| 2003 | 29º Saturn Awards     | Melhor Atriz em Cinema          | Milla Jovovich    | Indicado  | [ 66 ] |
| 2003 | German Camera Awards  | Melhor Edição em Longa-metragem | Alexander Berner  | Indicado  | [ 67 ] |
| 2004 | Golden Trailer Awards | Mais Original                   | Ignition Creative | Indicado  | [ 68 ] |

## Relações com os jogos
Vários elementos são emprestados de Resident Evil 2 e Resident Evil 3: Nemesis, incluindo o fato da personagem Alice acordar no Hospital de Raccoon City, com um surto viral acontecendo na cidade. Há várias referências a personagens e organizações, como a Umbrella Corporation, o Programa Nemesis, o trem subterrâneo com o nome "Alexi-5000" (uma referência dupla a um trem similar de Resident Evil 2 e a vilã Alexia Ashford de Resident Evil – Code: Veronica), e uma viatura policial, de onde Alice pega uma espingarda com a logo "STARS" no capô. Jason Isaacs aparece não creditado no filme como um médico mascarado sem nome, uma referência a William Birkin. O personagem Dr. Isaacs (interpretado por Iain Glen) nos filmes seguintes leva o seu nome.
Outras referências incluem Alice examinando a mansão do lado de fora, onde corvos são visíveis; os corvos são inimigos menores ao longo dos jogos. Alice encontra uma foto do seu dia de casamento com Spence, que segue o mesmo estilo das fotos da primeira versão do jogo Resident Evil: preto e branco, com a imagem em primeiro plano visivelmente inserida no fundo. No jornal no final do filme, as palavras "Horror in Raccoon City! More Victims Dead!" aparecem no canto superior direito, sendo esta uma referência ao mesmo jornal da abertura censurada do primeiro jogo de Resident Evil e ao capítulo prólogo do livro Resident Evil: The Umbrella Conspiracy. Perto do início do filme, Alice examina uma estátua depois que o vento tira a cobertura dela. Essa estátua é semelhante à de uma das mansões do primeiro jogo.
Ao retornarem à câmara da Rainha Vermelha, Kaplan aponta que os quatro corpos dos membros da equipe mortos na sequência dos lasers na sala de vidro desapareceram, sendo essa uma referência aos jogos, onde os corpos dos inimigos desaparecem. Quando os sobreviventes fogem da Colmeia com uma contagem regressiva enquanto lutam contra o Licker, é dado como uma referência ao jogo Resident Evil, que termina com uma contagem regressiva de cinco minutos, durante a qual o boss deve ser derrotado.
Anderson afirmou que os ângulos de câmera e várias cenas do filme fazem alusão aos ângulos de câmera dos jogos, como a luta entre Alice e o guarda de segurança. Isso inclui uma cena no início em que há um close no olho de Alice, uma referência direta à tela de título do primeiro jogo. Em outra cena, Alice acorda e ouve um som assustador, fazendo referência à trama do jogo original.

## Sequências
Após o sucesso comercial em bilheterias, uma sequência, intitulada Resident Evil: Apocalypse (2004), foi lançada. Foi seguida por Resident Evil: Extinction (2007), Resident Evil: Afterlife (2010), Resident Evil: Retribution (2012) e Resident Evil: The Final Chapter (2016). Anderson não dirigiu o segundo nem o terceiro filme devido a compromissos com as filmagens de Alien vs. Predator (2004) e Death Race (2008).